# Пфеффель, Эрнестина
Баронесса Эрнестина фон Пфеффель (нем. Ernestine von Pfeffel; 1810—1894), в первом браке баронесса фон Дёрнберг) — вторая жена поэта Ф. И. Тютчева. 

## Биография
Эрнестина фон Пфеффель родилась в 1810 году, она происходила из баварского аристократического рода фон Пфеффель. Братом её деда Кристиана Фридриха Пфеффеля фон Кригельштейна (1726—1807) был известный немецкий баснописец Готлиб Конрад Пфеффель (1736—1809) (ср. запись в дневнике А. И. Тургенева: «…она внучка славного Пфеффеля; отец её министром в Париже»).
Эрнестина родилась в 1810 году. Её отец — эльзасский барон Кристиан Губерт Пфеффель фон Кригельштейн (1765—1834), — был баварским дипломатом, послом в Лондоне и Париже. Мать её — Каролина (1789—1811), урождённая баронесса фон Теттенборн, умерла рано и отец женился на гувернантке своих детей, которая оказалась весьма дурной мачехой. Эрнестина воспитывалась в парижском пансионе. При первой же возможности она вышла замуж — без любви и за человека уже немолодого.
В сентябре 1830 года Эрнестина в Париже (где её отец возглавлял баварскую миссию) сочеталась браком с дипломатом Фридрихом фон Дёрнбергом (1796—1833). Незадолго до смерти последнего (1833) через брата Карла (зятя Павла Вюртембергского) познакомилась на балу в Мюнхене с русским дипломатом Фёдором Тютчевым.
Несмотря на наличие жены (графини Ботмер) поэт начал ухаживать за молодой вдовой; ей посвящены по крайней мере 8 его стихотворений. Влюблённые встречались в окрестностях баварской столицы. Эта связь накаляла обстановку в семье Тютчевых. В мае 1836 году жена поэта попыталась свести счёты с жизнью.
Чтобы не компрометировать посольство, Тютчев был выслан в Турин, куда за ним последовала и Эрнестина. После смерти графини Ботмер поэт сделал предложение Эрнестине. Они обвенчались 17 июля 1839 года в Берне. От первого брака у поэта уже было три дочери, которых Эрнестина фактически удочерила.
Эрнестина была богатой женщиной, и Тютчев не делал секрета из того, что живёт на её деньги. Она считалась красавицей; портрет её написал придворный живописец Штилер. Тем не менее в 1850-е годы Тютчев увлёкся Еленой Денисьевой и фактически создал с ней вторую семью. После гибели Денисьевой примирился с женой и умер у неё на руках.
От упомянутого выше Карла фон Пфеффеля происходит британский премьер-министр Александр де Пфеффель, более известный как Борис Джонсон.

## Дети
- Мария Фёдоровна (1840—1873), замужем с 1865 года за Николаем Алексеевичем Бирилёвым (1829—1882).
- Дмитрий Фёдорович (1841—1870), женат на Ольге Александровне Мельниковой (1830—1913), племяннице министра путей сообщения Павла Петровича Мельникова.
- Иван Фёдорович (1846—1909), женат с 1869 года на Ольге Петровне Путяте (1840—1920), племяннице жены Евгения Абрамовича Баратынского.

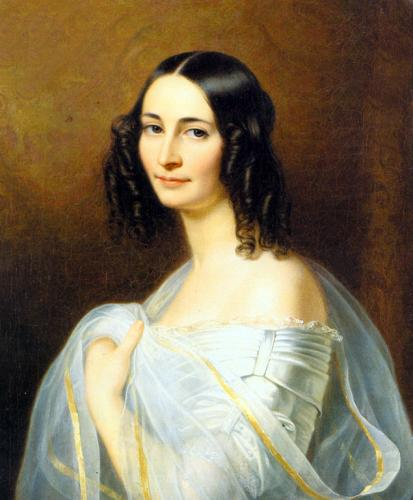
Эрнестина Тютчева, Художник Ф.Дюрк, 1840
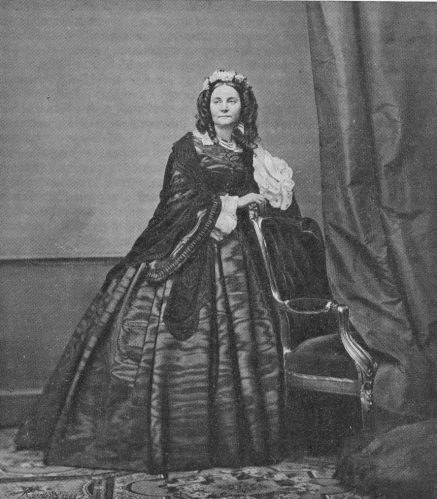
Эрнестина Тютчева, фото 1862 г.
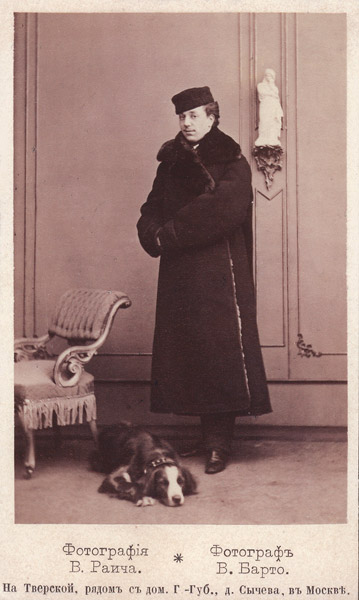
Иван Фёдорович Тютчев, 1867 г.